# Prairiewoelmuis
De prairiewoelmuis (Microtus ochrogaster)  is een zoogdier uit de familie van de Cricetidae. De wetenschappelijke naam van de soort werd voor het eerst geldig gepubliceerd door Wagner in 1842.

## Voorkomen
De soort komt voor in Canada en de Verenigde Staten.